# Polgár
Polgár je město ve východním Maďarsku na severozápadě župy Hajdú-Bihar, spadající pod okres Hajdúnánás. Nachází se blízko trojmezí Hajdú-Biharu s župami Szabolcs-Szatmár-Bereg a Jász-Nagykun-Szolnok, asi 52 km severozápadně od Debrecínu. V roce 2015 zde žilo 7 889 obyvatel. Podle statistik z roku 2001 zde byli 94 % Maďaři a 6 % Romové.
Nejbližšími městy jsou Hajdúnánás, Tiszacsege, Tiszaújváros a Tiszavasvári.